# جئودیا
جئودیا (نام علمی: Geodia) نام یک سرده از رده اسفنج‌های شاخی و متعلق به خانواده جئودیدا است. جئودیا سرده شاخص تیره خود است.
این گونه، سوزنه‌های سیلیسیم دی‌اکسیدی بسیاری دارد. اعضای این سرده، از غذاهای لاک‌پشت پوزه‌عقابی هستند.